# Paulus-Gletscher
Der Paulus-Gletscher ist ein Gletscher im Norden der westantarktischen Alexander-I.-Insel. In den Rouen Mountains fließt er westlich des Mount Cupola in südöstlicher Richtung zum Hampton-Gletscher.
Luftaufnahmen der US-amerikanischen Ronne Antarctic Research Expedition (1947–1948) dienten 1960 dem britischen Geographen Derek Searle vom Falkland Islands Dependencies Survey für eine Kartierung. Das Advisory Committee on Antarctic Names benannte ihn nach Lieutenant Commander John Francis Paulus von der United States Navy, Kommandant einer Lockheed C-130 Hercules der Navy-Flugstaffel VXE-6 bei der Operation Deep Freeze der Jahre 1969 und 1970.